# Pierino Lattuada
Pierino Alberto Lattuada Sosa (Paso de los Toros, Departamento de Tacuarembó, Uruguay; 16 de abril de 1950) es un exfutbolista uruguayo. Jugaba como mediocampista por derecha y su primer equipo fue Liverpool, club donde también se retiró.

## Trayectoria
Pierrino Lattuada jugó en clubes de Uruguay, Francia, España, Argentina y Venezuela.
Debutó en Liverpool de Montevideo en el año 1969, a los 18 años. Estando en una delantera compuesta por Lattuada, Gómez, Bertocchi, Ibáñez y Fontora, logró su máxima performance al salir terceros en el Campeonato Uruguayo de 1971.
El 7 de septiembre de 1972, con 21 años y por la cifra récord de 50 000 dólares, fue transferido al Girondins de Burdeos, con quien jugó 96 partidos en la Division 1, anotando 16 goles. El 21 de enero de 1973 es autor de un triplete, en el partido contra AC Ajaccio.
Con el equipo Hércules de Alicante, participó de 47 partidos en la Primera División de España, anotando seis goles.
El 29 de mayo de 2013 le fue realizado, junto a otros futbolistas, un homenaje en honor a los deportistas uruguayos que estaban jugando y ya no en un equipo francés, por parte de la Embajada de Francia en Uruguay, representada por el embajador Jean-Christophe Potton.

## Clubes
| Club                 | País      | Año       |
| -------------------- | --------- | --------- |
| Liverpool            | Uruguay   | 1969-1972 |
| Girondins de Burdeos | Francia   | 1972-1977 |
| Hércules             | España    | 1977-1979 |
| Unión de Santa Fe    | Argentina | 1979-1981 |
| Danubio              | Uruguay   | 1981-1982 |
| Deportivo Lara       | Venezuela | 1983      |
| Huracán Buceo        | Uruguay   | 1984      |
| Liverpool            | Uruguay   | 1985      |

## Selección nacional
Jugó en doce partidos para la Selección de Uruguay entre 1971 y 1972, anotando dos goles.